# Pont de Croix-Luizet
Pour les articles homonymes, voir Croix-Luizet.
Le pont de Croix-Luizet est un pont en poutre-caisson réalisé par l’architecte Thomas Richez franchissant le canal de Jonage à Villeurbanne (Rhône). Il raccorde l'autoroute A42 au boulevard périphérique de Lyon.